# Vapor Confucius
El vapor Confucius (Chino simplificado: 孔夫子;  pinyin: Kǒngfūzǐ; Wade–Giles: K'ung Fu Tzu) fue uno de los primeros barcos fluviales armados de la dinastía Qing, y uno de los primeros barcos modernos de China. Combatió la piratería en la zona de Shanghái, donde un marinero suyo: Frederick Townsend Ward destacaría y fundaría el Cuerpo de Armas Extranjeras. Este vapor participó en la toma de Sung-Chiang (actual Songjiang). El cuerpo de donde era parte sería renombrado como Ejército Siempre Victorioso por el gobierno de Qing, y serían fundamentales en la derrota de la rebelión Taiping.

## Historia
El buque Confucius era un buque mercante de la compañía comercial estadounidense Thomas Hunt & Co. El nombre lo adquirió porque tenía como mascarón de proa una escultura de Confucio.
Confucius fue comprado en julio o agosto de 1855, financiado por comerciantes navieros en Shanghái como respuesta al aumento de la piratería debido a la Rebelión de Taiping. Una vez comprado, el Confucius fue transferido a la Oficina de Supresión de Piratas de Shanghái, donde fue utilizado como barco patrullero armado.
Mientras patrullaba, fue comandada por un marinero estadounidense llamado Gough. Por esos tiempos, en su interior trabajaba el marinero estadounidense Frederick Townsend Ward como oficial ejecutivo del barco. Este Ward había sido filibustero y mercenario unos años antes que había ido a China para ver si podía expandir el negocio de su padre en China. 
Más tarde se distinguiría en las batallas y se le asignó el comandante del Ejército Siempre Victorioso .
A partir de entonces, Confucio pasó a formar parte del Ejército. En 1860, participó en la reconquista de Sung-Chiang (actual Songjiang) de manos de los rebeldes Taiping. En 1862, participó en la reconquista de Ningbo, donde estaba comandada por Albert Édouard Le Brethon de Caligny . Más tarde ese año, participó en la Batalla de Cixi, donde Ward murió en acción. Confucio llevó el cuerpo de Ward a Shanghái.
Después de la guerra, el vapor Confucius fue transferido a la flota de Li Hongzhang en Jiangsu. Allí, el barco pasó a llamarse Tien Ping ( Chinese    ), según el modelo de la máquina de vapor a bordo. Luego regresó a sus deberes de patrulla y se desconoce su futuro destino.